# Algemene wil

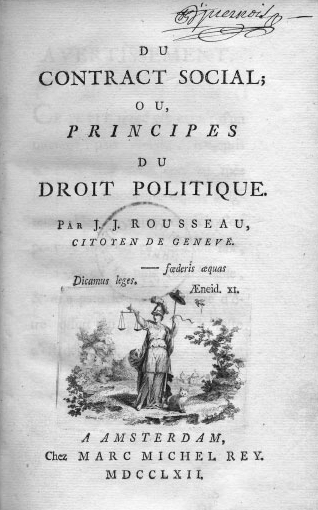
Rousseau's Du contrat social.

De volkswil of de algemene wil is de term van de Zwitsers-Franse filosoof Jean-Jacques Rousseau voor volkssoevereiniteit. Hij noemde dit voor het eerst in Discours sur l'économie politique uit 1755 en wijdde er verder over uit in Du contrat social van 1762. Deze volonté générale staat tegenover de volonté de tous, de wil van alle individuen.
De algemene wil is wat het volk of de gemeenschap van burgers eenstemmig zou doen als zij algemene wetten konden kiezen of stemmen met volledige kennis van zaken, heldere redenering, een zuiver oordeelsvermogen, en een ingesteldheid die het gemene goed nastreeft.

## Vrijheid
Voor Rousseau gold dat mensen hun keuzes ondergeschikt moeten maken aan de algemene wil; wie dat niet doet, moet daartoe gedwongen worden:
Wil het geen loos papier zijn, dan houdt het maatschappelijk verdrag stilzwijgend die verbintenis in die als enige de andere dwingend kan maken: dat alwie zal weigeren te gehoorzamen aan de algemene wil, er door heel het lichaam toe gedwongen zal worden. Dit betekent niet anders dan dat men hem zal dwingen vrij te zijn.
Rousseau stelde dat men daarmee wilsvrijheid bereikte. Niet de individuele vrijheid voor eenieder te doen en laten wat men wil, maar een vrijheid van de willekeur van anderen. Hierbij is men vrij om als gemeenschap een keuze te maken zonder de tirannie van de meerderheid.

## Vertegenwoordiging
Voor Rousseau gold verder dat vertegenwoordiging tegen de volkssoevereiniteit inging:
Soevereiniteit laat zich niet vertegenwoordigen, om dezelfde reden als waarom zij ook niet ontvreemd kan worden. Zij bestaat in haar diepste wezen in de algemene wil, en die wil kan niet vertegenwoordigd worden. Zij is het of zelf of het is iets anders. Een tussenweg bestaat niet. [...]
De afgevaardigden van het volk zijn geen vertegenwoordigers en kunnen dat ook niet zijn; het zijn slechts lasthebbers en zij kunnen geen definitieve beslissingen nemen.

## Verkiezingen
De algemene wil is daarmee niet hetzelfde als de wil van allen. De algemene wil moet gezien worden als het algemeen belang van een collectief waarbij eenieder alleen het gezamenlijke belang nastreeft. Tegenover dat collectief staat een aggregaat, een verzameling individuen die zichzelf niet als groep zien. Er is geen gezamenlijk doel en eenieder heeft een eigen belang dat regelmatig conflicteert met dat van anderen in het aggregaat. Daarmee is elke vorm van verkiezingen zinloos, omdat hiermee enkel de wil van allen naar voren komt.

## Legitimiteit
Rousseau zocht in zijn werken naar een legitimiteit voor de macht van een regering. De gedachte dat een opperwezen de regering haar bestaansrecht gaf was in het achttiende-eeuwse Frankrijk in kringen van verlichte filosofen niet meer aanvaardbaar, terwijl verkiezingen geen alternatief waren.
Dit was een van de kritiekpunten op Rousseau's theorie, omdat de volkswil door een machthebber geïnterpreteerd kan worden als het belang zoals hij dat ziet. Op die manier kon het ook als legitimatie voor de terreur tijdens de Franse Revolutie worden gebruikt. Deze terreur vond niet plaats met een beroep op een opperwezen, maar zij was de verdediging van de door de volkswil gewenste revolutie.
Bij John Locke was het sociaal contract juist de basis van de regeringsmacht en wanneer een regering dit schond en zich dus niet meer op de volkswil kon beroepen, waren opstand en burgerlijke ongehoorzaamheid gelegitimeerd.
In de periode voor het formuleren van de theorie van de volonté générale was moeilijk om het recht op verzet filosofisch te onderbouwen. Alle gezag kwam, zo meende men, "van God" en de overheid droeg volgens de Bijbel "het zwaard niet voor niets". Willem van Oranje beschuldigde Filips II van Spanje er dan ook van dat deze door zijn wandaden de goddelijke orde had verstoord, terwijl hij ook een vroege vorm van de volkswil formuleert.
Ook bij het afzetten van vorsten als Maria Stuart en Karel I van Engeland heeft men veel moeite gehad met de legitimatie van een optreden waarbij het volk, of tenminste de regerende elite, zich tegen de gezalfde vorst keerde.

## Krant
De Volkswil is ook de naam van een Gents weekblad uit het einde van de 19e eeuw, later omgevormd tot het socialistische dagblad De Vooruit.